# Chionea jellisoni
Chionea jellisoni är en tvåvingeart som beskrevs av George W. Byers 1983. Chionea jellisoni ingår i släktet Chionea och familjen småharkrankar. Inga underarter finns listade i Catalogue of Life.